# Heronidrilus heronae
Heronidrilus heronae är en ringmaskart som först beskrevs av Erséus och Clara Octavia Jamieson 1981.  Heronidrilus heronae ingår i släktet Heronidrilus och familjen glattmaskar. Inga underarter finns listade i Catalogue of Life.